# Houston Shootout
Lo Houston Shootout è stato un torneo di tennis facente parte del World Championship Tennis, giocato dal 1985 al 1986 a Houston negli Stati Uniti su campi in Sintetico indoor. 

## Albo d'oro

### Singolare
| Anno | Vincitore            | Finalista    | Punteggio   |
| ---- | -------------------- | ------------ | ----------- |
| 1985 | John McEnroe         | Kevin Curren | 7-5 6-1 7-6 |
| 1986 | Slobodan Živojinović | Scott Davis  | 6-1 4-6 6-3 |

### Doppio
| 1985 | Peter Fleming John McEnroe | Hank Pfister Ben Testerman | 6-3, 6-2 |
| 1986 | Ricardo Acuña Brad Pearce  | Chip Hooper Mike Leach     | 6-4, 7-5 |